# خجالتی (فیلم ۱۹۷۱)
خجالتی (به هندی: Sharmeelee) و (به انگلیسی: Shyful) فیلمی هندی محصول سال ۱۹۷۱ و به کارگردانی سمیر گانگولی است. در این فیلم بازیگرانی همچون شاشی کاپور، راکهی گلزار، رانجیت، افتخار و نظیر حسین ایفای نقش کرده‌اند.